# Leslie Bricusse
Leslie Bricusse (Londres, 29 de enero de 1931-19 de octubre de 2021) fue un compositor, músico, dramaturgo, letrista, guionista, poeta y libretista británico.

## Carrera artística
Conocido por su asociación con Anthony Newley, Bricusse trabajó con otros compositores, entre ellos Henry Mancini (Dos en la carretera o Victor o Victoria). Estudió en la Cambridge University; fue secretario de Footlights entre 1952 y 1953 y su presidente en 1954. Se casó con la actriz Yvonne Romain.

## Trabajos

### Musicales
- Stop the World - I Want to Get Off (con Newley) (1961) - incluido "Once in a Lifetime" y "What Kind of Fool Am I?"
- Pickwick - con Cyril Ornadel (1963)
- The Roar of the Greasepaint – The Smell of the Crowd (con Newley) (1965) - incluido "Who Can I Turn To (When Nobody Needs Me)?" y "Feeling Good"
- Doctor Dolittle (1967) - incluido "Talk to the Animals"
- Adiós, Mr. Chips (1969)
- Scrooge (con Ian Fraser; Herbert W. Spencer) (1970) - incluido "Thank You Very Much"
- Willy Wonka and the Chocolate Factory (con Newley) (1971)
- The Good Old Bad Old Days (con Newley) (1971)
- Victor Victoria (con Henry Mancini) (1982)
- Hook (con John Williams) (1991) - includes "When You're Alone"
- Jekyll & Hyde (1990/1994/1997)
- Victor/Victoria (Adaptación en Broadway de 1995)

### Canciones
- "My Kind of Girl" (1961)
- "Goldfinger" (con John Barry y Anthony Newley) de Goldfinger (1964).
- "You Only Live Twice" (con Barry) de You Only Live Twice (1967).
- "Two for the Road" (con Henry Mancini) de la película Two for the Road (1967).
- "Candy Man" and "Pure Imagination" (con Newley) de la película Willy Wonka and the Chocolate Factory (1971).
- "Can You Read My Mind? (Love Theme)" (con John Williams) de Superman: The Movie (1978).
- "Making Toys," "Every Christmas Eve/Santa's Theme (Giving)," "It's Christmas Again," "Patch! Natch!" and "Thank You, Santa!" (con Henry Mancini) de Santa Claus: The Movie (1985).
- "Life in a Looking Glass" (with Henry Mancini) de That's Life (1986).
- "Somewhere in My Memory" de Home Alone (con John Williams) (1990).
- "When You're Alone", "We Don't Wanna Grow Up" de Hook (con John Williams) (1991).

## Premios y distinciones
Premios Óscar
| Año  | Categoría                                      | Película               | Resultado |
| ---- | ---------------------------------------------- | ---------------------- | --------- |
| 1968 | Mejor banda sonora – sustancialmente original  | Doctor Dolittle        | Nominado  |
| 1968 | Mejor canción original                         | Doctor Dolittle        | Ganador   |
| 1969 | Mejor orquestación de una película musical     | Adiós, Mr. Chips       | Nominado  |
| 1970 | Mejor canción original                         | Scrooge                | Nominado  |
| 1972 | Mejor orquestación: adaptación y coro original | Un mundo de fantasía ' | Nominado  |
| 1983 | Mejor banda sonora adaptada                    | Victor Victoria        | Ganador   |
| 1991 | Mejor canción original                         | Solo en casa           | Nominado  |